# روس ألمانيا
يعيش عدد كبير من السكان الروس في ألمانيا (يطلق عليهم في ألمانيا اسم: Deutschrussen أو Russlanddeutsche أو Russischsprachige ). أدى انهيار الاتحاد السوفيتي في عام 1991 إلى هجرة جماعية إلى الغرب، إذ كانت ألمانيا هي الوجهة الأولى لأسباب اقتصادية وعرقية في الغالب. يعد الروس الألمان هم ثالث أكبر مجموعة مهاجرة في ألمانيا.
تفيد بيانات السكان الألمانية لعام 2012 م أن 1,213,000 مهاجر روسي يقيمون في ألمانيا من المواطنين الحاليين والسابقين في الاتحاد الروسي وكذلك المواطنين السابقين في الاتحاد السوفيتي. وذكرت وزارة الخارجية الروسية أن ما يقرب من 3500000 روسي يعيشون في ألمانيا، مقسمين إلى ثلاث مجموعات عرقية.